# استانیسواف زاچیک
استانیسواف زاچیک (لهستانی: Stanisław Zaczyk؛ ‏ ۲۶ سپتامبر ۱۹۲۳ – ۶ آوریل ۱۹۸۵) بازیگر اهل لهستان بود.
از فیلم‌هایی که وی در آن نقش داشته‌است، می‌توان به سرنوشت‌های لهستانی، مرحله پایانی، قماری بالاتر از زندگی، خاکستر و رمز انیگما اشاره کرد.